# Guineu del Tibet
La guineu del Tibet (Vulpes ferrilata) és una espècie de guineu endèmica de l'altiplà del Tibet,i el Nepal, la Xina continental i l'Índia, arriba a viure a altituds d'uns 5.300 m. Està molt estesa en la seva zona d'altiplà tibetà, estepa i semidesert.
No s'ha de confondre amb la guineu corsac (Vulpes corsac), que també viu al Tibet en llocs àrids i semiàrids i també s'anomena «guineu del Tibet», ni amb la guineu de la sorra Vulpes rueppellii.

## Descripció
La guineu tibetana és petita i compacta amb pell densa i suau, morro estret i cua ampla. Les orelles són relativament curtes amb la part interna blanca. Els adults tenen un cos de 60 a 70 cm de llarg, mentre la cua fa de 30 a 40 cm. Pesen de 4 a 5,5 kg.
Tenen el cap especialitzat pel carnivorisme;

## Comportament
La seva presa principal és els pica, seguits dels rosegadors, marmotes, llebres i llangardaixos. També, mengen carronya, són principalment diürns. Tenen relacions de comensalisme amb els ossos bruns.
El període de gestació és de 50 a 60 dies, els cadells estan amb els pares fins als 8 o 10 mesos.